# Wanda Wiley

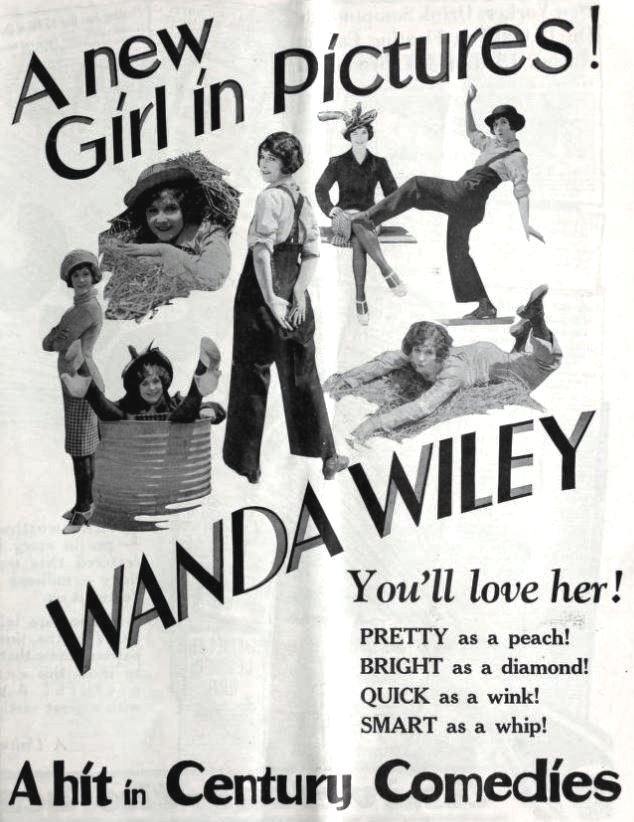
Anuncio de películas con la actriz Wanda Wiley

Wanda Wiley Atkinson (20 de abril de 1901 – 29 de marzo de 1987) fue una actriz estadounidense de cine mudo que apareció en docenas de cortometrajes cómicos entre 1924 y 1927.

## Primeros años y educación
Wiley nació en New Boston, Texas, siendo el menor de doce hijos de James Alexander Wiley Sr. e Ida Ione Barnett Wiley. Su madre nació en Mississippi. Estudió en el Texas Dental College antes de dedicarse al cine.

## Carrera
Wiley fue una cómica que apareció en docenas de cortometrajes entre 1924 y 1927. Era atlética y en sus películas solía hacer acrobacias físicas. Sufrió una lesión al ser arrojada de un caballo asustado en un rodaje. Interpretó a una jugadora de fútbol en Gridiron Gertie (1925).
Wiley firmó un contrato con la Century Film Corporation en 1925, y ese año se la describió como "una de las comediantes que ganaba más dinero en el mundo del cine". En 1926 firmó un contrato con Bray Productions. En 1926 protagonizó una serie de cortometrajes titulados "What Happened to Jane" (Jane's Inheritance, Jane's Troubles, Jane's Engagement Party, Jane's Predicament, Jane's Honeymoon, y Jane's Flirtation), antes de que Thelma Daniels la sustituyera en el papel en 1927.
En la década de 1960, Wanda Wiley Atkinson expuso sus cuadros en Nuevo México y se fue a París a pintar mientras su sobrina Patricia Boward seguía una carrera como modelo.

## Películas

### 1927
- Lost in a Pullman
- Weak Knees
- Hot Tires
- The Speed Hound
- A Polo Bear
- Try and Do It
- Thanks for the Boat Ride
- Jane's Flirtation [11]

### 1926
| - Blue Black - Jane's Predicament - Look Out Below - Jane's Engagement Party - Jane's Troubles - Punches and Perfume - The Fighting Fool - Jane's Inheritance - Mixed Brides | - A Thrilling Romance - There She Goes - Twin Sisters - Playing the Swell - Painless Pain - Yearning for Love - Flying Wheels - Her Lucky Leap |

### 1925

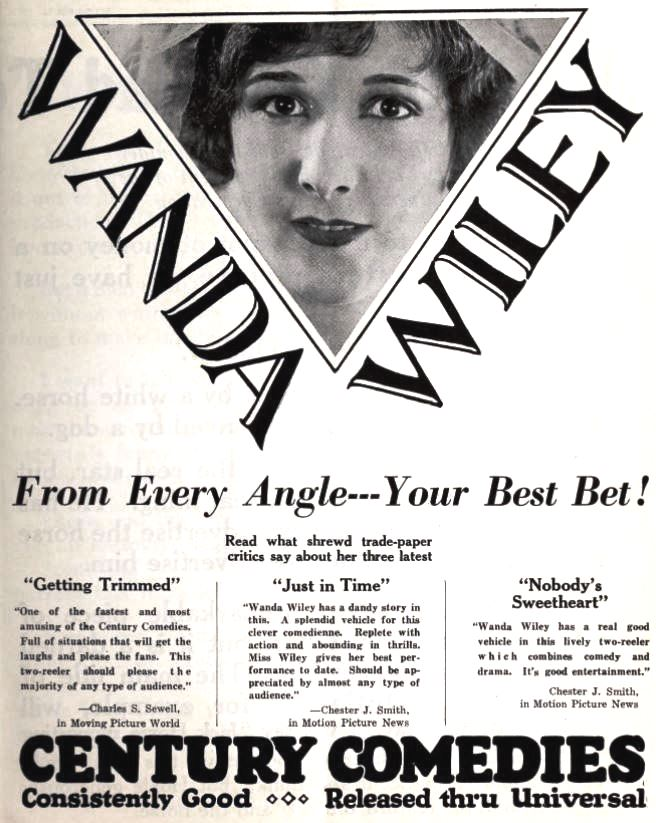
Anuncio de películas con la actriz Wanda Wiley

| - Going Good - The Speedy Marriage - A Winning Pair - Cupid's Victory - Won by Law - Just in Time | - Gridiron Gertie - The Queen of Aces - Don't Worry - Nobody's Sweetheart - Getting Trimmed - Looking Down |

### 1924
- Present Arms
- Sweet Dreams
- Some Tomboy
- Snappy Eyes
- The Trouble Fixer
- Her Fortunate Face
- Her City Sport
- Starving Beauties
- Hello, 'Frisco

## Vida personal y legado
Wiley sufrió lesiones durante su carrera en el cine mudo, y en un accidente de coche en Los Ángeles en 1925. Se casó con el cirujano oftalmólogo Donald Taylor Atkinson en 1935. Su esposo murió en San Antonio en 1959, y ella falleció en 1987, en Las Vegas, Nevada, a los 85 años. La mayoría de sus películas, aunque no todas, se consideran perdidas. A Thrilling Romance (1926) se encuentra en la colección de la Biblioteca del Congreso.